# Hase (cráter)

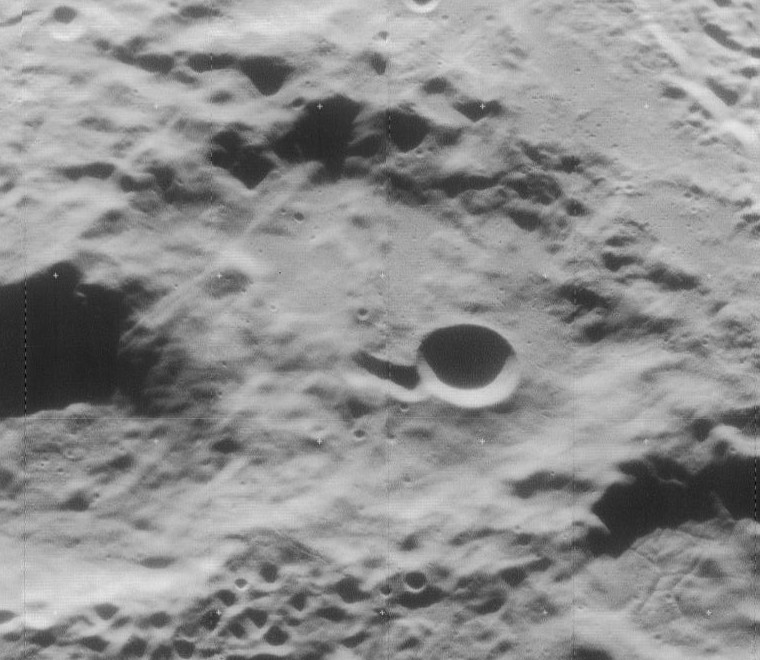
Fotografía de la misión Lunar Orbiter 4 (1967)

Hase es un cráter de impacto que se encuentra en la parte suroriental de la Luna, al sursudoeste de la planicie con paredes prominentes del cráter Petavius. El cráter Palitzsch y el Vallis Palitzsch están unidos al borde noreste de Hase.
|  |

El borde de este cráter ha sido dañado y erosionado por una larga historia de impactos posteriores. El más prominente de estos es Hase D, incrustado en el borde meridional del cráter principal, dejando solamente un borde bajo entre las dos formaciones. Hase A es un pequeño cráter que se encuentra en el interior de Hase, cerca del irregular borde norte. El resto del suelo es áspero e irregular.
Al sureste de Hase D aparece un sistema de rimae lineales designado Rimae Hase. Su extensión al noroeste atraviesa la parte occidental de Hase y Hase D.

## Cráteres satélite
Por convención estos elementos se identifican en los mapas lunares colocando la letra en el lado del punto central del cráter más cercano a Hase.
|      | \| Hase \| Coordenadas \| Diámetro \| \| ---- \| ------------------------------- \| -------- \| \| A \| 29°04′S 62°56′E / -29.06, 62.94 \| 15 km \| \| B \| 31°31′S 60°04′E / -31.51, 60.06 \| 20 km \| \| D \| 31°07′S 63°18′E / -31.11, 63.30 \| 57 km \| |          |
| Hase | Coordenadas | Diámetro |
| A    | 29°04′S 62°56′E / -29.06, 62.94 | 15 km    |
| B    | 31°31′S 60°04′E / -31.51, 60.06 | 20 km    |
| D    | 31°07′S 63°18′E / -31.11, 63.30 | 57 km    |